# Cyclopeplus batesii
Cyclopeplus batesii là một loài bọ cánh cứng trong họ Cerambycidae.